# 員林客運員林站
員林客運員林站是員林客運設於彰化縣員林市中正路585號的服務站，車站位於中正路與和平街路口。
員林站在市區中心，與台鐵員林站形成轉運功能，是員林客運總公司所在地。在彰化客運遷至員林轉運站後，旅客依然能在彰化客運設於和平中正路口的"員林"站牌轉乘彰化客運往南投、草屯。

## 場站月台
員林站有兩處乘車點，一處位於中正路上，往大葉大學、彰化、台中、竹山、水里方向，其他路線乘車處均位於站內
月台指示牌分別如下：
- 1　西螺　北斗
- 2　溪湖　鹿港
- 3　二林　海豐崙
- 5　大村　大崙｜鹿港　石碑村
- 6　大葉大學　彰化　台中｜竹山　水里[2]

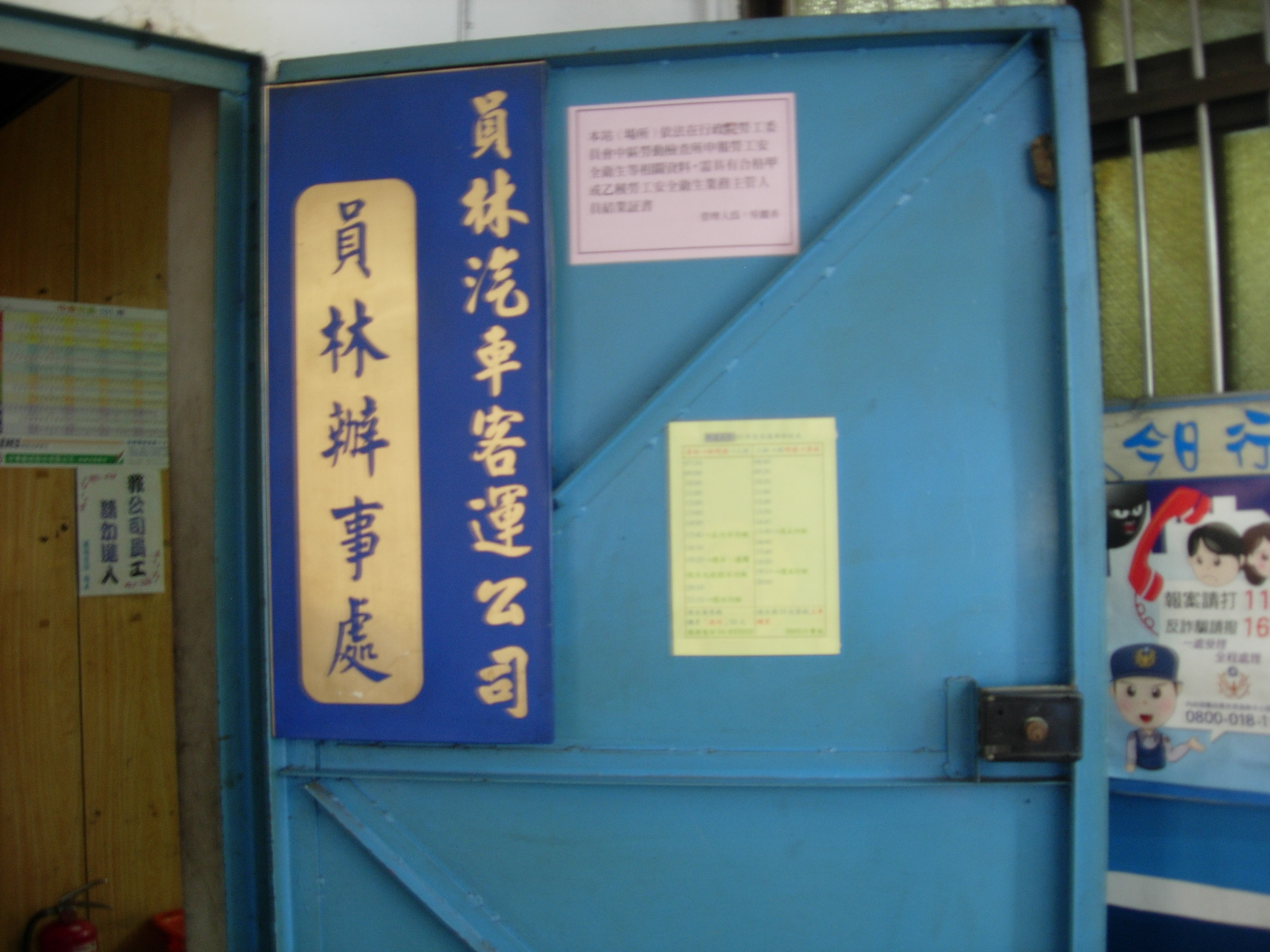
員林站辦公室

## 行駛路線
- 【6】員林－台76線－鹿港
- 【20】員林－溪湖－二林
- 【6700】大葉大學－員林－社頭－田中－二水
- 【6701】員林－社頭－田中－竹山
- 【6702】員林－社頭－田中－水里－車埕
- 【6703】員林－溪湖
- 【6704】員林－大村－貢旗－大崙－溪湖－埔鹽－鹿港

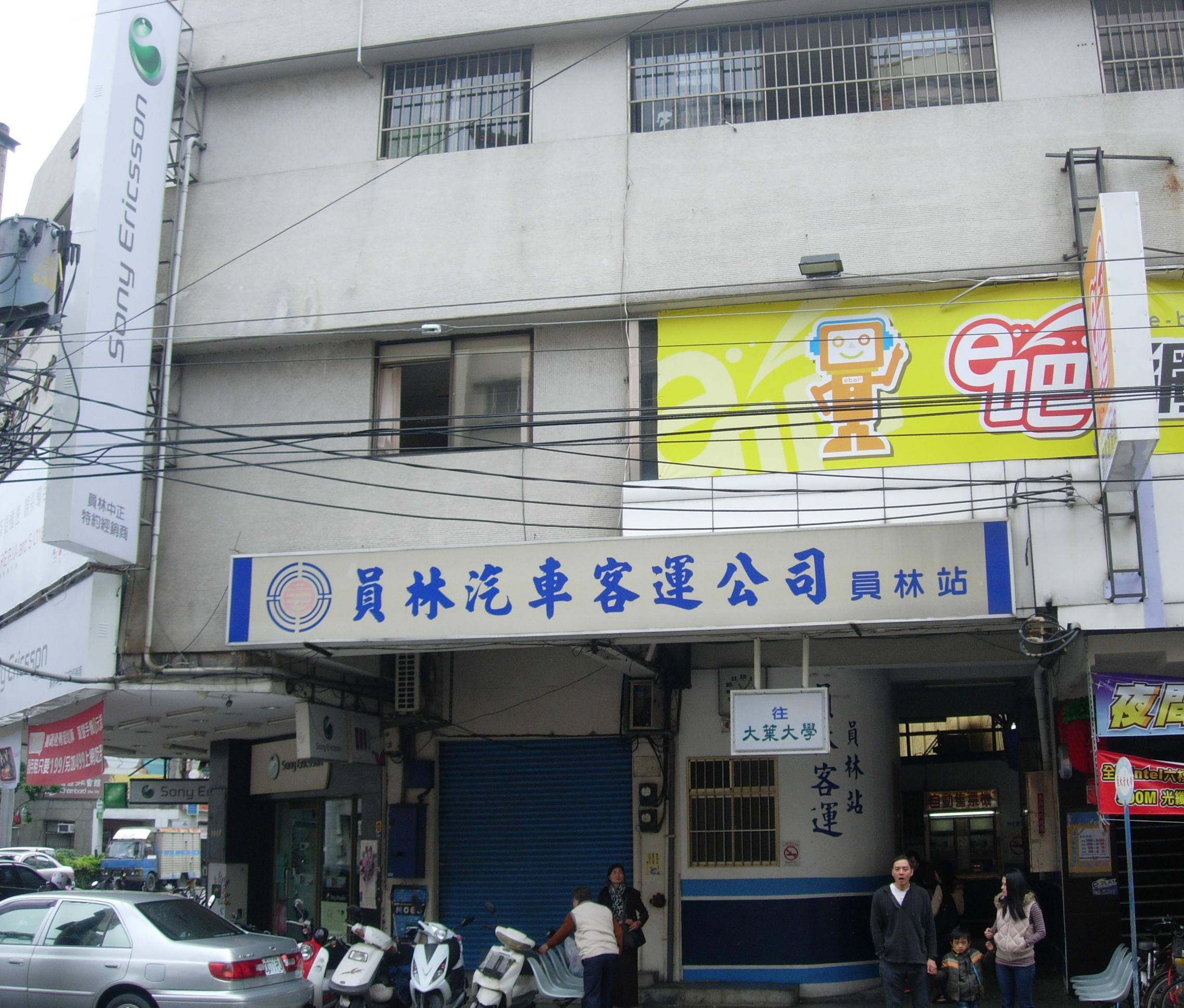
員林站入口

- 【6705】員林－埔心－溪湖－鹿港
- 【6706】員林－永靖－海豐崙
- 【6707】員林－溪州－二林
- 【6735】台中－二水
- 【6881】員林－西螺（台一線）
- 【6882】台中－西螺（台一線）

## 時刻班次
- 【6700】
  - 往大葉大學方向每日6班次

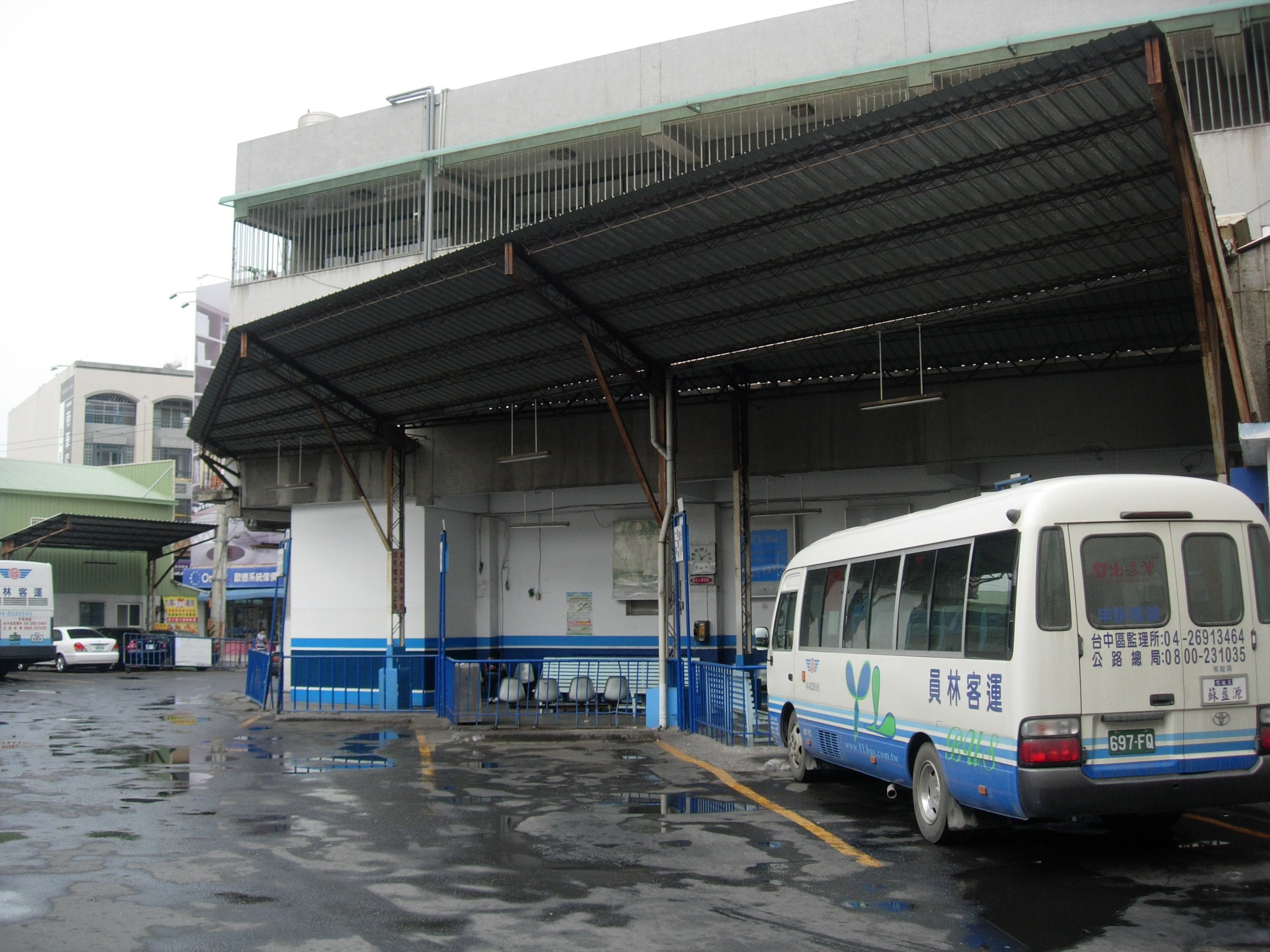
員林站月台全景

- 【6700】【6701】【6702】【6735】
  - 往社頭　田中　二水　濁水　竹山　水里方向每日21班次
    - 分為二水止、竹山止、水里止三種模式
- 【6704】
  - 往大村　溪湖　石碑　鹿港每日6班次
- 【6703】【6705】
  - 往溪湖　鹿港方向每日23班次
    - 其中溪湖止、經彰化醫院有11班次
- 【6706】
  - 往永靖　海豐崙每日3班次
- 【6707】
  - 往北斗　溪州　二林每日12班次，週五、六、日、收假日加開班次
    - 行經明道大學9班次
- 【6881】【6882】
  - 往永靖　田尾　北斗　溪州　西螺方向每日13班次
    - 行經明道大學3班次
- 【6735】【6882】
  - 往彰化　台中方向每日7班次
    - 分為台中止、高鐵台中止兩種模式

## 車站週邊
- 員林市區
- 員林市公所、代表會
- 員林禪寺
- 光明街商圈
- 台鐵員林站
- 國立員林崇實高級工業職業學校
- 員林轉運站(約350公尺)
- 彰化地檢署(約500公尺)
- 員林市立圖書館

## 圖片

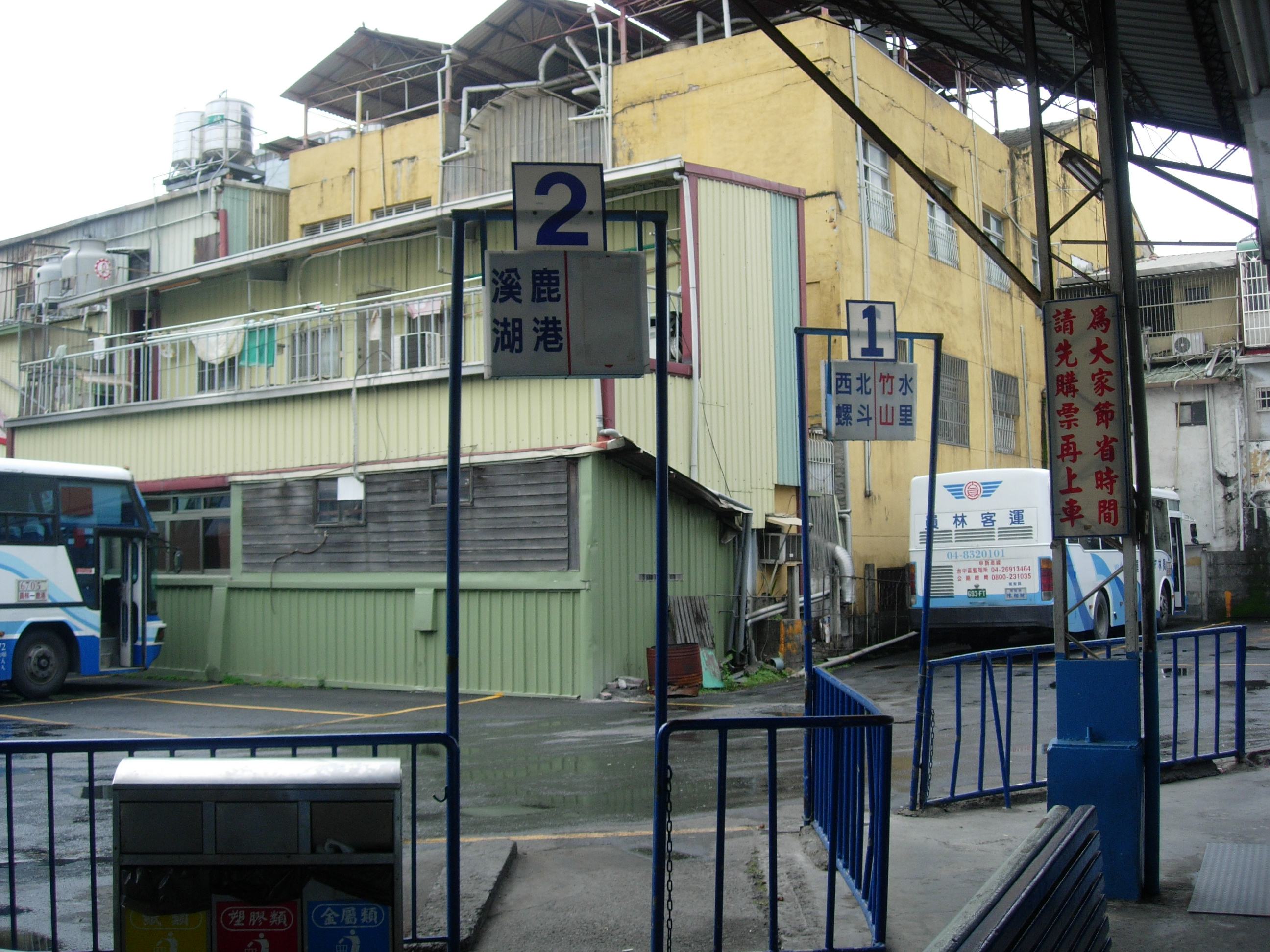
員林站12月台
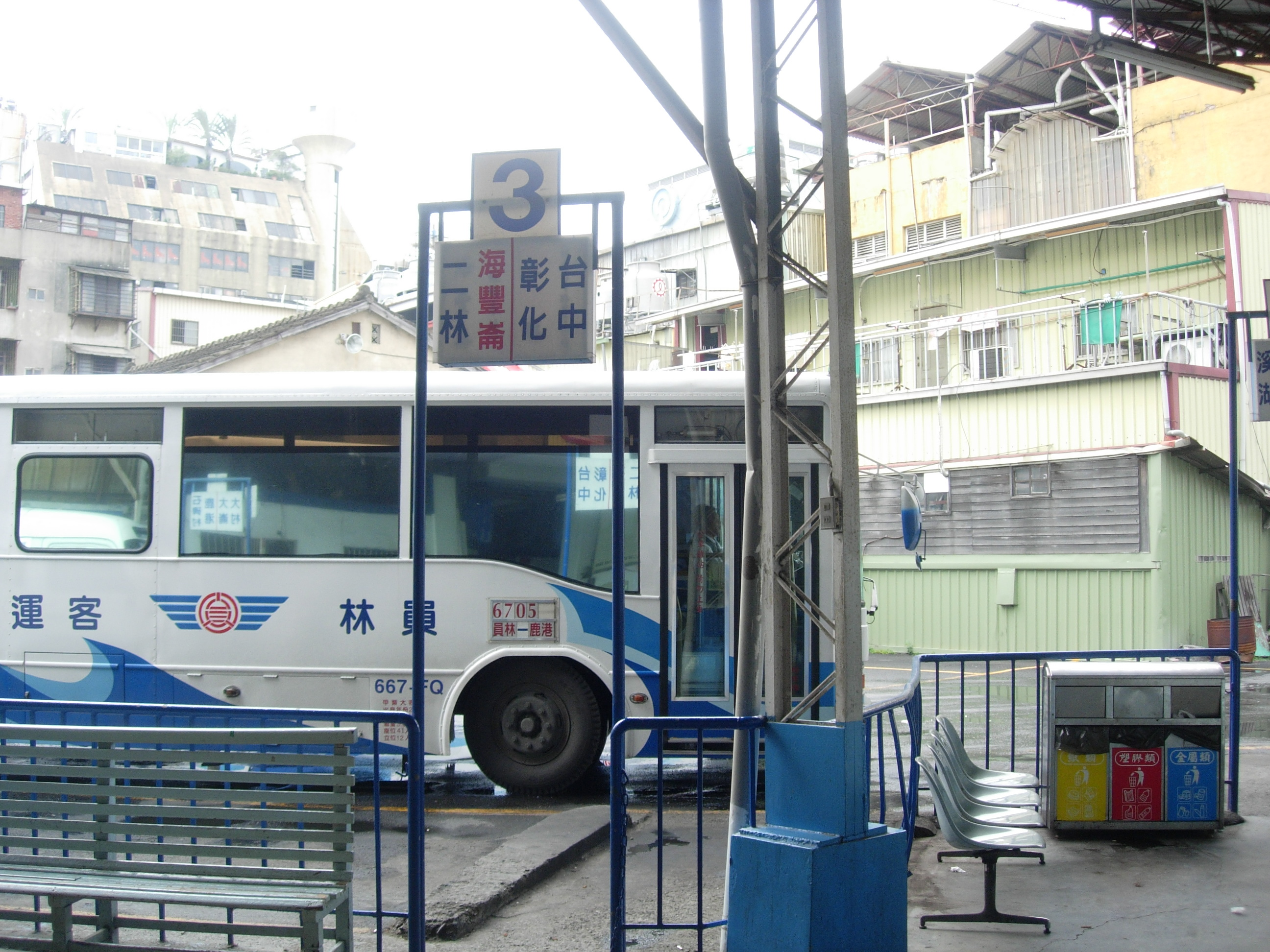
員林站3月台
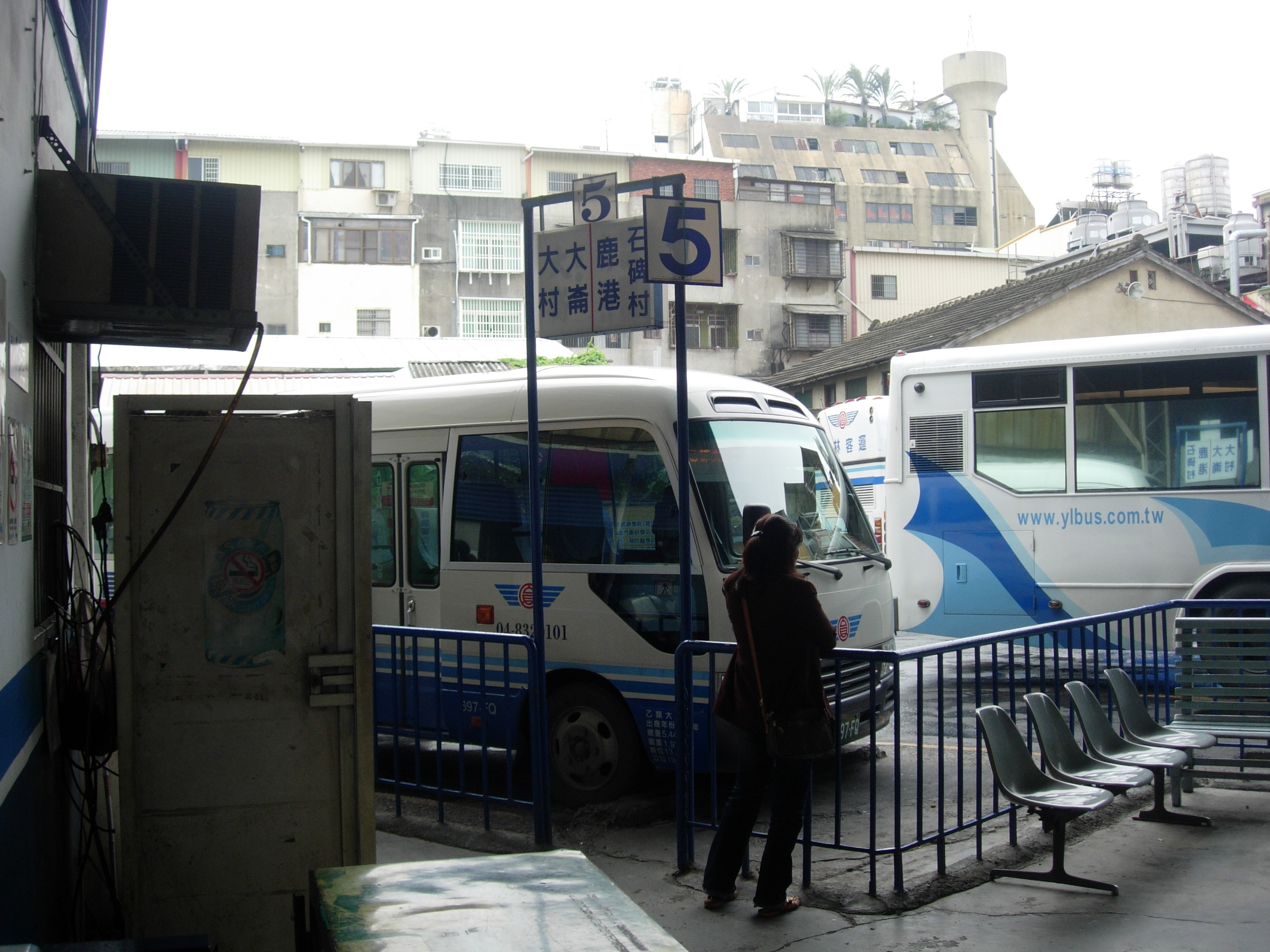
員林站5月台
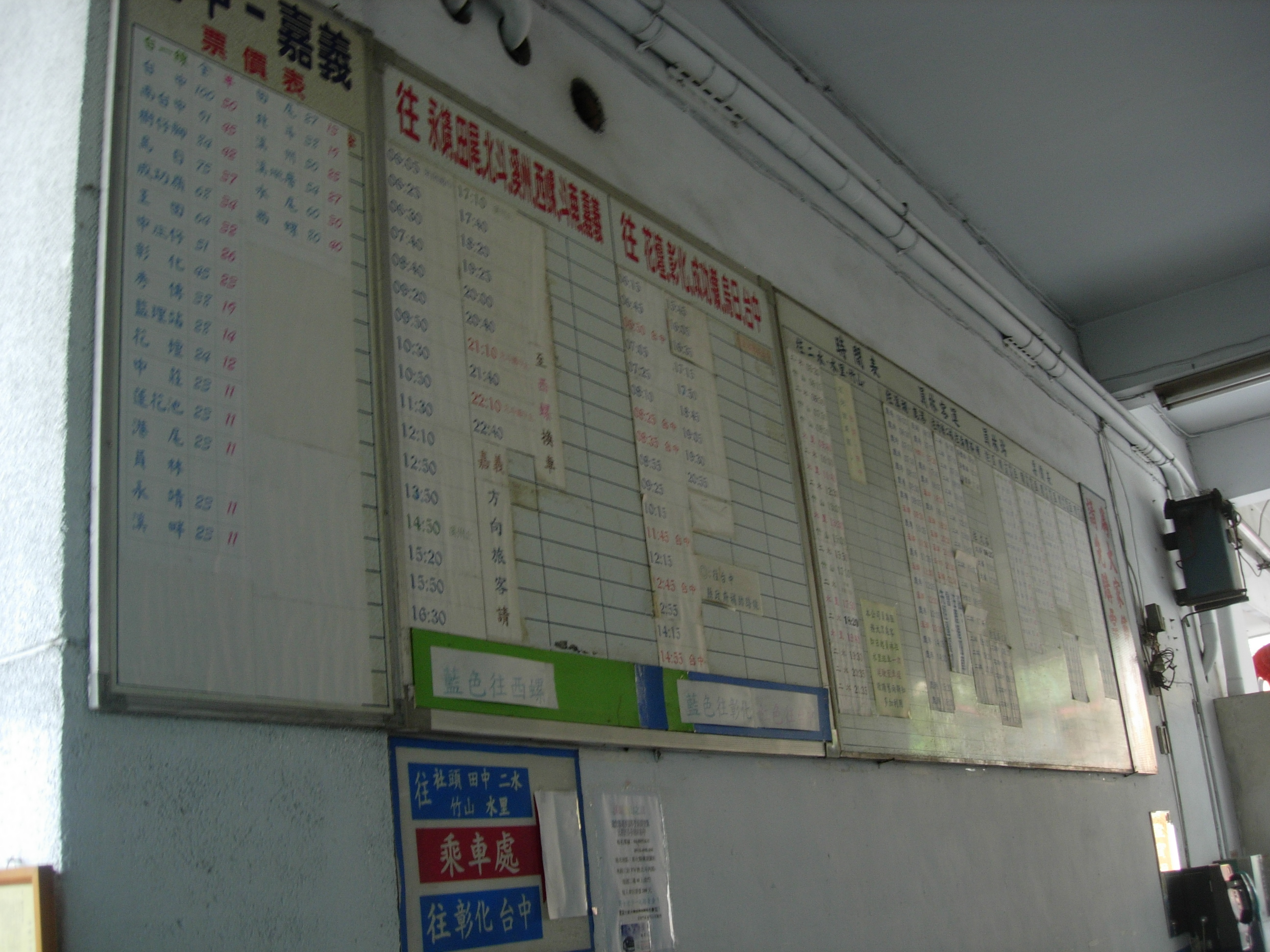
員林站時刻表
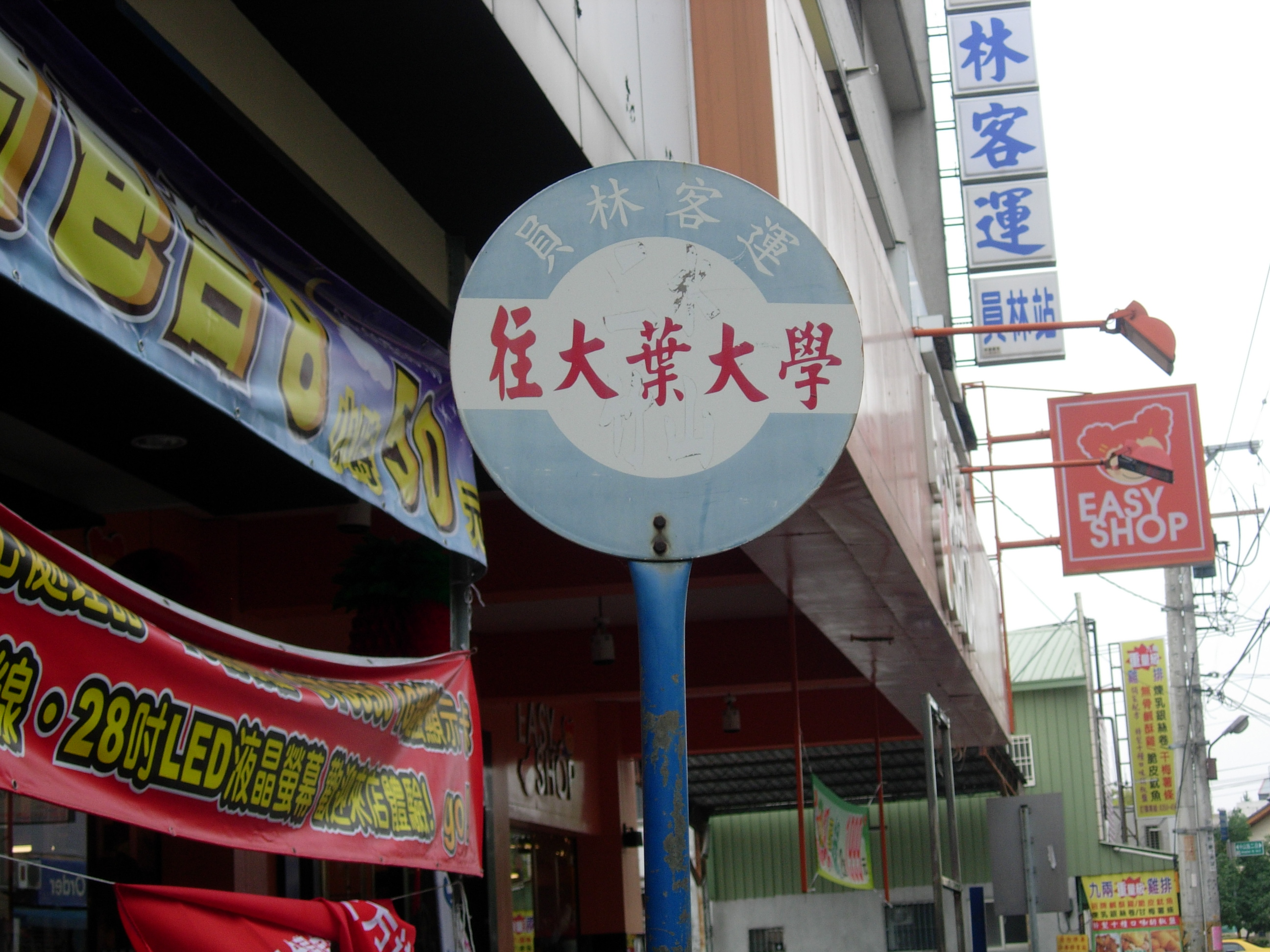
員林站中正路上大葉大學舊式站牌
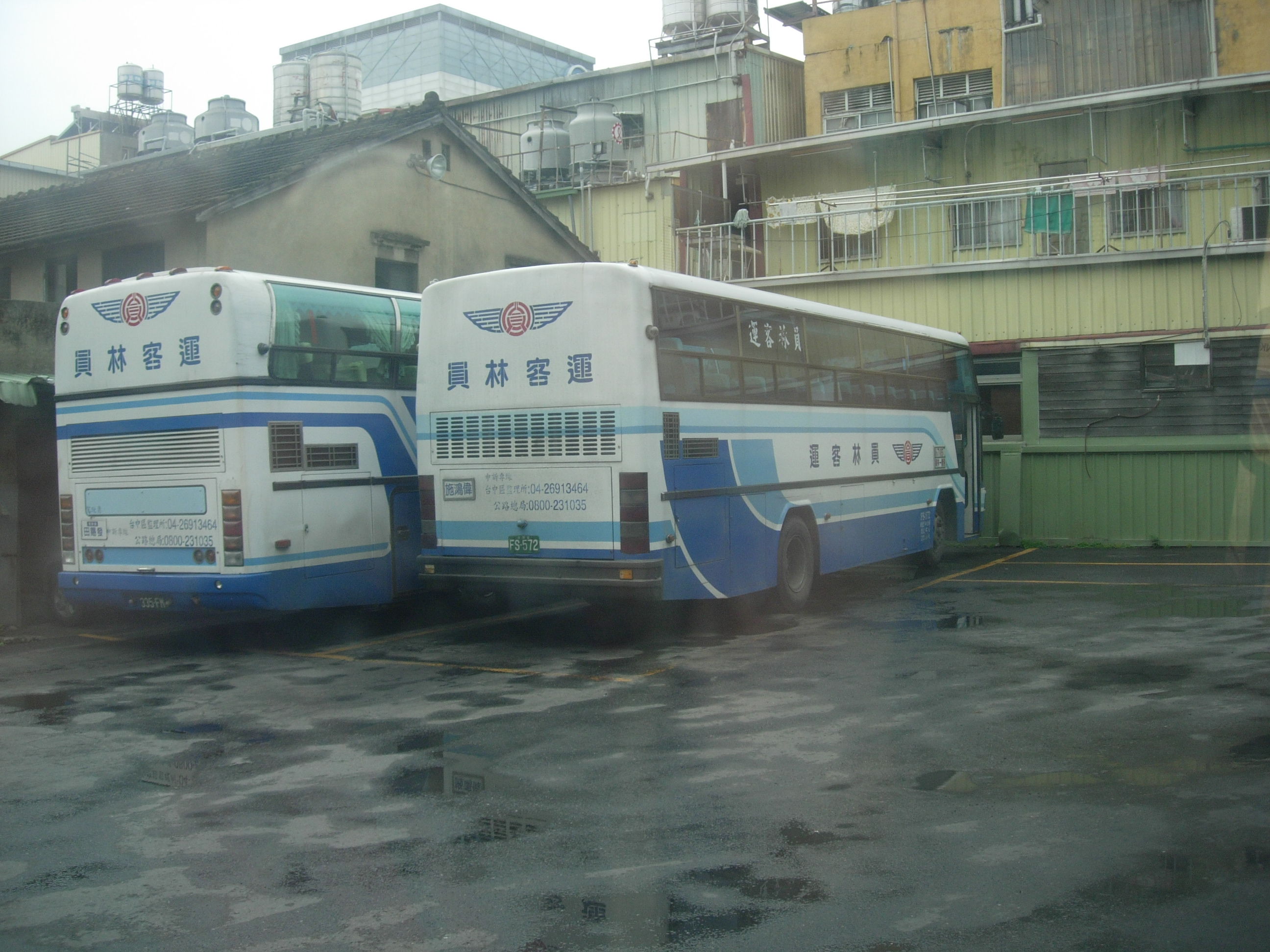
員林站內停車處

## 資料來源
1. ↑  .   [2011-12-13]. （原始内容存档于2016-03-06）.
2. ↑  .   [2011-12-13]. （原始内容存档于2016-03-04）.
3. ↑  .   [2011-12-13]. （原始内容存档于2006-08-25）.
4. ↑  .   [2011-12-13]. （原始内容存档于2011-12-21）.

## 外部連結
- 員林客運公司（页面存档备份，存于）